# Otto van Heurne
Otto van Heurne, född 1577, död 1652, var en nederländsk läkare.
Heurne efterträdde 1601 sin far, Jan van Heurne (1543–1601), som medicine professor i Leiden samt anses vara stiftaren av den kliniska undervisningen där.